# Asa Gray

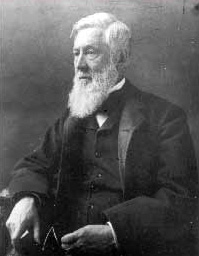
Asa Gray

Asa Gray (n. 18 noiembrie 1810, Paris⁠(d), New York, SUA – d. 30 ianuarie 1888, Cambridge, Massachusetts, SUA) a fost un botanist american din secolul al XIX-lea, discipol al lui John Torrey și colaborator al lui Charles Darwin. Prin cercetările sale asupra florei continentului nord-american a contribuit substanțial la dezvoltarea taxonomiei botanice.

## Activitate științifică
Dintre numeroasele cărți de botanică scrise de Gray, cea mai cunoscută este A Manual of the Botany of the Northern United States, from New England to Wisconsin and South to Ohio and Pennsylvania Inclusive. Această carte, numită pe scurt Manualul lui Gray, a cunoscut numeroase reeditări și rămâne și astăzi un standard al ghidurilor de teren.
În 1842, Gray devine profesor de istorie naturală la Universitatea Harvard. El donează acestei universități o imensă colecție de cărți și de specimene botanice, fapt care permite înființarea unui departament de botanică, Gray Herbarium, care îi este dedicat lui Gray.
În corespondența purtată cu Charles Darwin, Gray îi oferă acestuia informații utile pentru cartea sa despre originea speciilor. Gray a fost unul dintre cei mai fervenți suporteri ai lui Darwin în SUA, publicând numeroase articole în sprijinul teoriei selecției naturale. El și-a adunat  articolele sub titlul Darwiniana, operă care a avut un impact considerabil asupra răspândirilor ideilor darwiniste.
A introdus, de asemenea, ipotezele creaționismului, în locul ipotezei hazardului, în ceea ce privește apariția variațiilor speciilor.

## Afilieri
Gray a fost primul președinte al Academiei Americane de Arte și Științe (1863-1873). A fost, de asemenea, președintele Asociației Americane pentru Progresul Științei (1872) și membru în consiliul Institutului Smithsonian (1874 -1888). A devenit membru străin al Societății Regale din Londra în 1873.

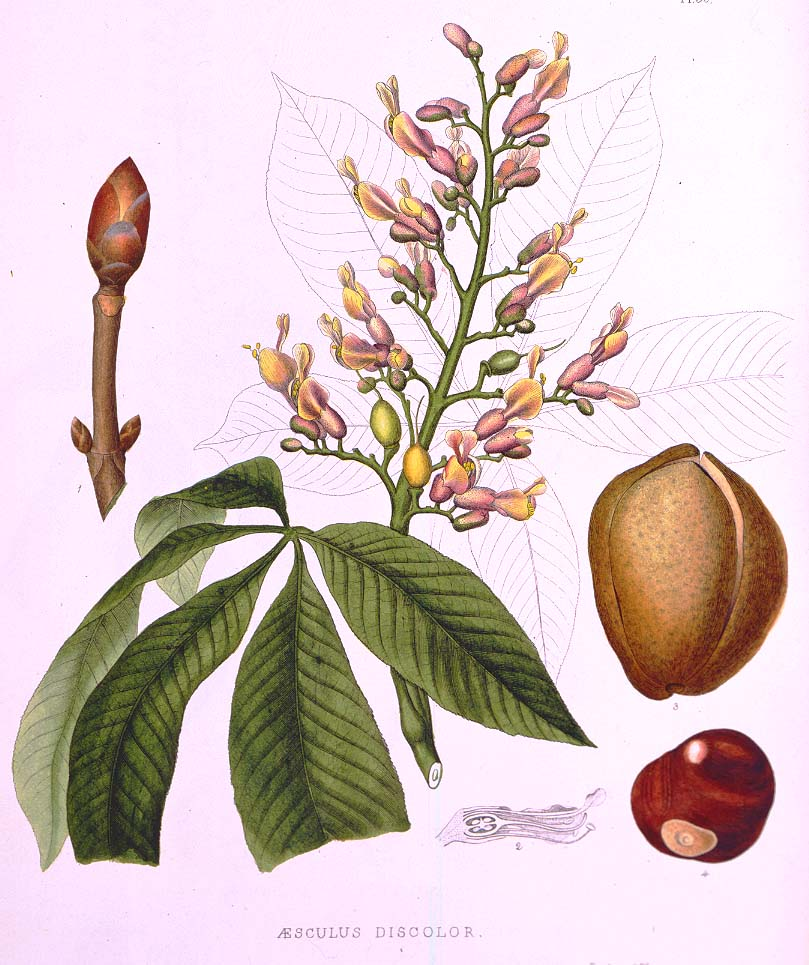
Aesculus discolor
Planşă ilustrată reprezentând o specie de castan, realizată între 1849-1859 şi inclusă de Gray în A Report on the Forest Trees of North America

## Opere (selectiv)
- 1838-1843: A flora of North America (Flora Americii de Nord), în colaborare cu John Torrey (1796-1873)
- 1845 și 1850: Plantae Lindheimerianae: An enumeration of F. Lindheimer's collection of Texan plants, with remarks and descriptions of new species, etc. (o enumerare a colecției de plante texane a lui F. Lindheimer, cu comentarii și descrieri ale speciilor noi), în colaborare cu Georg Engelmann și botanistul Sammlung von Ferdinand Lindheimer, în Boston Journal of Natural History, vol. 5 + 6, Boston
- 1848: A Manual of the Botany of the Northern United States, from New England to Wisconsin and South to Ohio and Pennsylvania Inclusive (Manual de botanică a nordului Statelor Unite, din New England până în Wisconsin și înspre sud până în Ohio și Pennsylvania, inclusiv)
- 1848-1849: Genera florae Americae boreali-orientalis illustrata (Genurile florei Americii boreal-orientale, ilustrate)
- 1849: Plantm Fendlerianae Novi Mexi-camp — descriere a plantelor recoltate de August Fendler (1813-1883) în New Mexico
- 1852-1853: Plantae Wrightianae texano-neo-mexicanae
- 1854: Botany of the United States Expedition during the years 1838-1842 under the command of Charles Wilkes, Phanerogamia
- 1878-1897: Synoptical Flora of North America (Flora sinoptică a Americii de Nord), lucrare încheiată după moartea lui Gray, survenită în 1888, de către Benjamin Lincoln Robinson (1864-1935)
- 1846-1888: Contributions to North American Botany (Contribuții la botanica Americii de Nord), în: Proceedings of the American academy of arts and sciences, volumele 1-23.

## Abreviere botanică
A.Gray este abrevierea botanică oficială de autor a lui Asa Gray.